# ساندرا ستون
ساندرا ستون (بالإنجليزية: Sandra Stone)‏ هي كاتِبة وشاعرة أمريكية، ولدت في 4 أبريل 1934 في لوس أنجلوس في الولايات المتحدة، وتوفيت في 27 فبراير 2018 في بورتلاند في الولايات المتحدة.